# Великие Крагли (Дятловский район)
Вели́кие Крагли́ (бел. Вялікія Краглі) — деревня в Жуковщинском сельсовете Дятловского района Гродненской области Белоруссии. По переписи населения 2009 года в Великих Краглях проживало 50 человек.

## Этимология
Название деревни имеет балтийское происхождение.

## География
Великие Крагли расположены в 8 км к северо-западу от Дятлово, 127 км от Гродно.

## История
В 1624 году упоминаются как Крегли, центр волости во владении Сапег.
Согласно переписи населения 1897 года Великие Крагли — деревня в Пацевской волости Слонимского уезда Гродненской губернии. В Великих Краглях насчитывалось 33 дома, проживал 221 человек. В 1905 году численность населения деревни составила 419 жителей.
В 1921—1939 годах Великие Крагли находились в составе межвоенной Польской Республики. В 1923 году в Великих Краглях имелось 34 хозяйства, проживало 180 человек. В сентябре 1939 года Великие Крагли вошли в состав БССР.
В 1996 году Великие Крагли входили в состав колхоза «1-е Мая». В деревне насчитывалось 39 хозяйств, проживало 76 человек.

## Достопримечательности
- Памятник 27 землякам, погибшим в годы Великой Отечественной войны[2].